# Білі ночі (фільм, 1959)
«Білі ночі» — романтична драма 1959 року, знята режисером Іваном Пир'євим за однойменною повістю Федора Достоєвського. Прем'єра — 19 березня 1960 року. Реліз на DVD — 8 квітня 2010 року.

## Сюжет
Повість «Білі ночі» Пир'єв знімав як екранну ілюстрацію літературного твору. Події в картині викладаються від особи Мрійника.
Петербург 1840-х років. Головний герой, Мрійник, вже кілька років живе у великому місті і весь цей час він один. Але в одну з літніх петербурзьких білих ночей на березі Неви він знайомиться з Настусею. П'ять ночей, гуляючи по місту, молоді люди розповідають про себе. З усією пристрастю і ніжністю своєї безпосередньої натури Мрійник закохується в Настусю. Дівчина, яка встигла переконатися в почуттях колишнього коханого, обіцяє Мрійнику вийти за нього заміж. Щастя недовговічне... Настуся знову знаходить своє колишнє кохання, а Мрійник знову самотній.
Кіч, але кіч геніальної, обдарованої людини. Пир'єв дуже пізно ознайомився з творчістю Достоєвського, йому було майже 60 років. Але після цього письменник, грубо кажучи, захворів. Ми знаємо його фільм «Ідіот», не буду це кіно оцінювати. Але Пир'єв, безумовно, один з найцікавіших людей в нашому кінематографі, тому «Білі ночі» подивитися безперечно варто.
— Іван Диховичний про фільм «Білі ночі»

## Особливості
У фільмі присутня «П'ята Ніч», якої немає в повісті. Епізод, в якому головна героїня приходить в кімнату до мешканця і випадково випускає книжкову полицю, запозичений з роману Достоєвського «Бідні люди».

## В ролях
- Людмила Марченко — Настуся
- Олег Стриженов — Мрійник
- Анатолій Федоринов — наречений Настусі
- Віра Попова — Парасковія Іванівна, бабуся
- Світлана Харитонова — Фекла
- Ірина Скобцева — герцогиня
- Яків Біленький — герцог
- Аріадна Шенгелая — невільниця в танцювальних мріях
- Сергій Троїцький — п'яний купець
- Євген Моргунов — стражник
- Валентин Кулик — Альмавіва (немає в титрах)
- Галина Польських — епізод на балу (немає в титрах)
- Йозас Удрас — епізод
- Наталія Малявіна — епізод (немає в титрах)

## Знімальна група
- Автор сценарію і режисер: Іван Пир'єв
- Оператор: Валентин Павлов
- Художник: Стален Волков

## Нагороди
- 1959 — Диплом XIV МКФ в Единбурзі
- 1959 — Диплом II ступеня II Всесоюзного Фестивалю радянських фільмів у Києві (Українська РСР)
- 1960 — Диплом IV МКФ фестивальних фільмів в Лондоні-1960
- 1960 — Найкращий фільм 1960 року (з фільмами «Балада про солдата» і «Помста») за рішенням Британського кіноінституту

## Оцінки фільму
Теоретик кіно Олександр Мачерет писав, що «знадобилося дивовижне режисерське володіння ритмом, темпом, монтажною злагодженістю, суміщенням образотворчої сторони з точно вивіреними смисловими завданнями, щоб передати поетичну, „віршовану“ особливість повісті Федора Достоєвського на екрані».